# Linda Fruhvirtová
Linda Fruhvirtová, née le 1er mai 2005 à Prague, est une joueuse de tennis tchèque, professionnelle depuis 2021.

## Biographie
Linda Fruhvirtová est la sœur aînée de Brenda Fruhvirtová, également joueuse de tennis professionnelle.
Les sœurs Fruhvirtová s'entraînent à l'académie de tennis Mouratoglou de Sophia Antipolis depuis 2017. Elle sont également entraînées par leur père Hynek Fruhvirt au Sparta Prague.

## Carrière junior
En 2019, Linda Fruhvirtová  remporte Les Petits As en simple et en double avec sa sœur Brenda. Une année plus tard, Brenda gagne aussi le titre en simple. Les sœurs Fruhvirtová deviennent les premiers membres d'une même famille à gagner successivement le titre aux Petits As. En fin de saison, elle intègre le top 10 mondial du circuit ITF Junior.

## Carrière professionnelle

### 2020-2021: débuts sur le circuit WTA
Linda fait ses débuts sur le circuit WTA en participant au tournoi de Prague, en août 2020, pour lequel elle reçoit une wildcard. Elle perd au premier tour face à la Tchèque Kristýna Plíšková.
Début 2021, après une finale à Hambourg, elle gagne deux titres ITF à Monastir. Elle reçoit une wildcard pour les qualifications du tournoi WTA 1000 de Miami où elle perd au premier tour, puis pour le tournoi WTA 250 de Charleston où elle bat Alizé Cornet (sur abandon) et Emma Navarro avant de perdre en quarts de finale face à Astra Sharma qui gagnera ensuite le tournoi>.
De retour sur les tournois juniors, elle est victorieuse sur le gazon de Roehampton puis parvient en demi-finale à Wimbledon.
Elle joue ensuite en août le tournoi de Cleveland (WTA 250). Repêchée en tant que lucky loser, elle bat Tara Moore au premier tour puis s'incline face à Magda Linette.
En fin de saison, elle affronte à trois reprises sa sœur dans des finales de compétitions juniors, s'imposant à Guadalajara et Bradenton et s'inclinant à Merida. Elle figure ainsi au 2e rang mondial, juste derrière la Croate Petra Marčinko. Sa saison se termine en décembre avec le tournoi WTA 125 de Corée où elle est quart de finaliste.
Linda, à 16 ans, devient la plus jeune joueuse à atteindre le top 400 du classement WTA.

### 2022: premières victoires significatives
En mars 2022, elle reçoit une wildcard pour le tournoi WTA 1000 de Miami. Elle remporte ses trois premiers matchs dont un 16e de finale face à l'ex no 1 mondiale Victoria Azarenka,. Elle perd en 8e de finale face à l'Espagnole Paula Badosa.
Elle débute en WTA 500 début avril au tournoi de Charleston par une victoire au 1er tour face à la Croate Ana Konjuh avant de s'incliner au 2e tour face à la Suissesse Belinda Bencic qui remportera ensuite le tournoi.
Le 16 avril 2022, elle joue un premier match (perdu) pour son pays en Coupe Billie Jean King face à la Britannique Harriet Dart.
Elle ne parvient pas ensuite à sortir des qualifications des tournois de Roland-Garros puis Wimbledon mais à l'US Open, elle franchit 3 tours de qualifications pour enfin intégrer son 1er tableau principal en Grand Chelem. Elle gagne son 1er match face à la Chinoise Wang Xinyu puis perd ensuite contre l'Espagnole Garbiñe Muguruza.
Le 18 septembre 2022, elle remporte le tournoi WTA 250 de Chennai contre Magda Linette.

### 2023-2024: 1/8 à l'Open d'Australie puis chute au classement
Mi-janvier, elle parvient en huitièmes de finale d'un Grand Chelem, à Melbourne, pour la première fois de sa jeune carrière. Elle bat d'abord deux invitées locales, Jaimee Fourlis (6-0, 6-4) et Kimberly Birrell (6-3, 6-2) et dispose de l'ancienne finaliste de Roland-Garros Markéta Vondroušová (7-5, 2-6, 6-3). Elle est éliminée par la Croate Donna Vekić (2-6, 6-1, 3-6). Elle n'enregistre toutefois peu de résultats au cours des mois suivants à l'exception d'un quart de finale à Birmingham. Après une série de neuf défaites, elle se reprend lors de la tournée Asiatique avec une demi-finale et un quart qui la permette de se maintenir dans le top 100.
En janvier 2024, elle échoue trois fois de suite au 1er tour des tournois d'Auckland, Hobart et Open d'Australie. Elle obtient de rares victoires en Thaïlande et à Nottingham. Après deux quarts de finale en ITF 100 à Vitoria-Gasteiz et Figueira da Foz, elle perd huit matchs consécutifs et conclut sa saison au-delà du top 200.
Début 2025, elle se reprend en parvenant au 3e tour à Miami où elle bat Beatriz Haddad Maia, puis en étant finaliste à Puerto Vallarta (WTA 125).

## Palmarès

### Titre en simple dames
| No | Date       | Nom et lieu du tournoi | Catégorie | Dotation  | Surface    | Finaliste     | Score         |          |
| -- | ---------- | ---------------------- | --------- | --------- | ---------- | ------------- | ------------- | -------- |
| 1  | 12-09-2022 | Chennai Open, Chennai  | WTA 250   | 251 750 $ | Dur (ext.) | Magda Linette | 4-6, 6-3, 6-4 | Parcours |

### Finales en simple en WTA 125
| No | Date       | Nom et lieu du tournoi                | Catégorie | Dotation  | Surface      | Vainqueure         | Score    |          |
| -- | ---------- | ------------------------------------- | --------- | --------- | ------------ | ------------------ | -------- | -------- |
| 1  | 24-03-2025 | Puerto Vallarta Open, Puerto Vallarta | WTA 125   | 115 000 $ | Dur (ext.)   | Jaqueline Cristian | 7-5, 6-4 | Parcours |
| 2  | 02-06-2025 | Lexus Birmingham Open, Birmingham     | WTA 125   | 115 000 $ | Gazon (ext.) | Greet Minnen       | 6-2, 6-1 | Parcours |

## Parcours en Grand Chelem

### En simple dames
| Année | Open d'Australie | Open d'Australie    | Internationaux de France | Internationaux de France | Wimbledon       | Wimbledon               | US Open         | US Open             |
| ----- | ---------------- | ------------------- | ------------------------ | ------------------------ | --------------- | ----------------------- | --------------- | ------------------- |
| 2022  | —                | —                   | Q2                       | Viktória Kužmová         | Q1              | Tessah Andrianjafitrimo | 2e tour (1/32)  | Garbiñe Muguruza    |
| 2023  | 1/8 de finale    | Donna Vekić         | 1er tour (1/64)          | A. Pavlyuchenkova        | 1er tour (1/64) | Petra Martić            | 1er tour (1/64) | Danielle Collins    |
| 2024  | 1er tour (1/64)  | Beatriz Haddad Maia | Q2                       | Rebecca Šramková         | Q2              | Hannah Klugman          | Q1              | Kristina Mladenovic |
| 2025  | Q1               | Francesca Jones     | Q1                       | Linda Klimovičová        | 1er tour (1/64) | Elise Mertens           | Q1              | Petra Martić        |

N.B. : à droite du résultat se trouve le nom de l'ultime adversaire.

### En double dames
| Année | Open d'Australie                                                                      | Open d'Australie | Internationaux de France | Internationaux de France                                                           | Wimbledon                                                                       | Wimbledon | US Open | US Open |
| ----- | ------------------------------------------------------------------------------------- | ---------------- | ------------------------ | ---------------------------------------------------------------------------------- | ------------------------------------------------------------------------------- | --------- | ------- | ------- |
| 2023  | 2e tour (1/16) A. Riske \|\| style="text-align:left;" \| B. Krejčíková K. Siniaková   | —                | —                        | 1er tour (1/32) Y. Putintseva \|\| style="text-align:left;" \| U. Eikeri A. Panova | 1er tour (1/32) C. Osorio \|\| style="text-align:left;" \| Hsieh S.-w. Wang Xn. |           |         |         |
| 2024  | 1er tour (1/32) A. Krueger \|\| style="text-align:left;" \| G. Dabrowski E. Routliffe |                  |                          |                                                                                    |                                                                                 |           |         |         |

N.B. : le nom du ou de la partenaire se trouve sous le résultat ; les noms des ultimes adversaires se trouvent à droite.

## Parcours en WTA 1000
Les tournois WTA « Premier Mandatory » et « Premier 5 » (entre 2009 et 2020) et WTA 1000 (à partir de 2021) constituent les catégories d'épreuves les plus prestigieuses, après les quatre levées du Grand Chelem. 

De 2009 à 2023, les tournois Premier Mandatory (dits tournois WTA 1000 obligatoires entre 2021 et 2023) regroupent Indian Wells, Miami, Madrid et Pékin, les autres constituant les tournois Premier 5 (tournois WTA 1000 non-obligatoires). À partir de 2024, le nombre de tournois WTA 1000 passe à 10 par saison (fin de l’alternance Doha / Dubaï), ces derniers devenant tous obligatoires et offrant tous 1000 points à la vainqueure (contre 900 points précédemment pour les tournois Premier 5).

### En simple dames
| Année |       |              |                             |                            |                           |                                  |                            |       |             |                 |  |                             |
| Doha  | Dubaï | Indian Wells | Miami                       | Madrid                     | Rome                      | Canada                           | Cincinnati                 | Pékin |             | Wuhan           |  |                             |
| Doha  | Dubaï | Indian Wells | Miami                       | Madrid                     | Rome                      | Canada                           | Cincinnati                 | Pékin | Guadalajara |                 |  |                             |
| Doha  | Dubaï | Indian Wells | Miami                       | Madrid                     | Rome                      | Canada                           | Cincinnati                 | Pékin |             |                 |  |                             |
| 2022  |       |              | WTA 500                     |                            | 4e tour (1/8) P. Badosa   | 1er tour (1/32) K. Kanepi        |                            |       |             | Hors calendrier |  | 1er tour (1/32) S. Stephens |
| 2023  |       | WTA 500      | 2e tour (1/16) J. Ostapenko | 2e tour (1/32) A. Kalinina | 1er tour (1/64) K. Sebov  | 2e tour (1/32) J. Ostapenko      | 1er tour (1/64) E.-G. Ruse |       |             |                 |  |                             |
| 2024  |       |              |                             |                            | 1er tour (1/64) S. Rogers | 1er tour (1/64) I.-C. Begu       | 1er tour (1/64) T. Maria   |       |             |                 |  |                             |
| 2025  |       |              |                             |                            | 3e tour (1/16) M. Linette | 1er tour (1/64) Y. Starodubtseva |                            |       |             |                 |  |                             |

Sous le résultat, l’ultime adversaire.
1. 1 2   Les tournois de Doha et Dubaï alternent le statut de tournoi WTA 1000 (ex Premier 5) entre 2009 et 2023 : les trois premières éditions ont lieu à Dubaï, les trois suivantes à Doha, puis Dubaï accueille le tournoi de cette catégorie les années impaires et Dubaï les années paires. De 2011 à 2023, la ville qui n’accueille pas de WTA 1000 organise à la place un tournoi WTA 500 (ex Premier).
2. 1 2 3 4 5 6 7   L’ordre de déroulement des tournois a évolué depuis 2009 : Rome se dispute avant Madrid et Cincinnati avant Montréal/Toronto jusqu’en 2010, tandis que Tokyo (2009-2013)-Wuhan (2014-2019, 2024-)-Guadalajara (2022-2023) ont lieu avant Pékin jusqu’en 2023.
3. ↑  Le 1er décembre 2021, le président de la WTA, Steve Simon, annonce que tous les tournois prévus en Chine et à Hong Kong sont suspendus à partir de 2022, en raison de préoccupations concernant la sécurité et le bien-être de la joueuse de tennis chinoise Peng Shuai après ses allégations de relations sexuelles non-consenties avec Zhang Gaoli, membre de haut rang du Parti communiste chinois. Le tournoi de Pékin revient en 2023. Le tournoi de Guadalajara remplace celui de Wuhan pendant deux ans, ce dernier réapparaissant en 2024.

## Palmarès ITF

### Simple: 3 titres, 2 finales
| Résultat | Date | Tournoi                | Dotation | Surface | Adversaire       | Score         |
| -------- | ---- | ---------------------- | -------- | ------- | ---------------- | ------------- |
| Défaite  | 2020 | ITF Monastir, Tunisie  | 15 000   | Dur     | Yuliya Hatouka   | 1-6, 7-5, 3-6 |
| Défaite  | 2021 | ITF Hamburg, Allemagne | 25 000   | Dur     | Zheng Qinwen     | 2-6, 3-6      |
| Victoire | 2021 | ITF Monastir, Tunisie  | 15 000   | Dur     | Manon Arcangioli | 7-65, 7-5     |
| Victoire | 2021 | ITF Monastir, Tunisie  | 15 000   | Dur     | Ines Ibbou       | 6-2, 6-2      |
| Victoire | 2022 | ITF Cancún, Mexique    | 25 000   | Dur     | Rebecca Marino   | 6-3, 6-4      |

## Classements WTA en fin de saison
| Année          | 2020 | 2021 | 2022 | 2023 | 2024 |
| Rang en simple | 793  | 296  | 78   | 89   | 201  |
| Rang en double | 997  | 693  | 341  | 236  | 1446 |

Source : (en) Classements de Linda Fruhvirtová sur le site officiel de la Fédération internationale de tennis